# Iglesia de San Juan de Sahagún (Salamanca)
La iglesia de San Juan de Sahagún de Salamanca, de estilo neorrománico, está dedicada a San Juan de Sahagún patrón de la ciudad. Su fachada principal se encuentra en la calle Toro. La iglesia de San Juan de Sahagún, del arquitecto Joaquín de Vargas, se construyó en el año 1896, en un estilo que recuerda al románico de la catedral vieja en su interior, y, más concretamente, a la Torre del Gallo, en su fachada exterior. La mandó construir el Obispo Cámara.
Se construyó en parte con la piedra de cantería del derribo de la iglesia de San Mateo, que estaba en el mismo lugar. En 1894 y tras el abandono de Joaquín de Vargas, se hizo cargo de la dirección de la obra José María de Basterra. La iglesia fue consagrada en 1896.

## Fachada principal
En la fachada destaca su torre acabada en un gran pináculo, su fachada contiene en la parte más alta un rosetón, a la derecha del rosetón una representación escultórica del milagro del pozo amarillo y a la izquierda otra, esta de la pacificación de los bandos, los dos milagros efectuados por San Juan de Sahagún. En la parte baja siete arcos ciegos y la portada formada por un arco apuntado.

## Planta
La iglesia cuenta con una nave central en forma de cruz latina, dos pequeñas naves laterales y un ábside poligonal de claro estilo románico en la parte del altar.

## Interior
En el interior del templo se conservan imágenes provenientes de iglesias desaparecidas de Salamanca. Las imágenes de las mártires proceden de la antigua iglesia de Santa Eulalia. La de San Boal, atribuida  a Alonso Berruguete o su círculo,y la de la Virgen con el Niño de la iglesia de San Boal. La Magdalena, la Virgen del Gran Dolor y los santos franciscanos de San Antonio el Real.
En la capilla bautismal se conserva una pintura italiana de Nuestra Señora del Buen Consejo regalo del Padre Cámara y la pila de la iglesia de San Mateo, de donde también proviene el Cristo del Consuelo que preside el altar mayor.